# Большой взрыв (Доктор Кто)
«Большой взрыв» — тринадцатая и последняя серия пятого сезона британского научно-фантастического телесериала «Доктор Кто». Это вторая часть финальной истории, начавшейся серией «Пандорика открывается», в конце которой Доктор оказывается заточённым в Пандорику, а Эми застрелена пластиковой копией Рори Уильямса. Сценарий к серии был написан Стивеном Моффатом, главным сценаристом и исполнительным продюсером сериала.

## Сюжет
После событий серии «Пандорика открывается» Доктор заточён в Пандорике, ловушке, созданной альянсом его злейших врагов; Ривер Сонг в ловушке внутри взрывающейся ТАРДИС; пластиковая версия Рори-автона застрелила Эми Понд. Всё это вызвано взрывом ТАРДИС, но Земля, Луна и солнцеобразный объект в небе ещё существует.
Перед Рори является будущая версия Доктора, который даёт ему свою звуковую отвёртку и инструкции, как вызволить его из Пандорики — затем он исчезает. Рори делает это, и вместе с освобождённым Доктором они помещают в Пандорику Эми Понд, чтобы сохранить ей жизнь. Затем Доктор, используя манипулятор временной воронки Ривер Сонг, отправляется на 2000 лет в будущее, оставляя пластикового Рори охранять Эми.
В 1996 году Доктор отправляет маленькую Амелию Понд в Национальный музей, где хранится Пандорика, чтобы с помощью её живого ДНК снаружи Пандорики оживить Эми, находящуюся внутри. Амелия прикасается к ящику, выпуская Эми. Появляется Доктор, и на них нападает окаменевший далек, ранее хранящийся в музее и восстановленный светом из Пандорики. Его на время обезвреживает Рори, новый охранник музея. Маленькая Амелия исчезает, поскольку всё пространство и время уничтожается, и они видят Доктора из будущего, который падает на лестнице и кажется мёртвым. Он успевает сказать настоящему Доктору, что через двенадцать минут далек убьёт его. Поднявшись на крышу, Рори, Эми и Доктор слышат голос Ривер из взрывающейся ТАРДИС, которая всё это время была Солнцем для Земли. Доктор освобождает её, но через пару минут далек стреляет в него, и Доктор перемещается вниз на двенадцать минут назад. Ривер убивает далека, и они втроём спускаются вниз, где видят всё ещё живого Доктора в Пандорике. Он собирается переместить Пандорику в центр взрывающейся ТАРДИС, так как это поможет распространить восстанавливающий свет Пандорики во все части Вселенной. Перед отлётом он советует Эми вспомнить своих родителей, и тогда в возрождённой вселенной они будут живы. Вся вселенная восстановится, но Доктор при этом исчезнет, как и любые упоминания о нём. Переместившись во взрывающуюся ТАРДИС, Доктор приходит в себя в прошлом, проходя через «перемотку» — он просматривает события, происходившие с ним ранее в течение сезона, так например, Доктор появляется в лесу (серия «Плоть и камень») и просит Эми вспомнить, что он говорил ей в детстве.
В новой вселенной Эми просыпается в день своей свадьбы, теперь у неё есть родители, однако она чувствует, что не хватает чего-то важного. На её свадьбе Ривер Сонг дарит ей пустой дневник в виде ТАРДИС, и Эми вспоминает Доктора. Благодаря её воспоминаниям Доктор возвращается, ТАРДИС материализуется посреди свадебного зала. После праздника Доктор отправляется в ТАРДИС, Эми и Рори следуют за ним и отправляются в следующее путешествие.